# Косів Роксолана Романівна
Роксолана Романівна Косів (нар. 23 липня 1973, Львів) — українська мистецтвознавиця, кураторка, художниця.

## Життєпис
Закінчила відділ художньої вишивки Львівського училища прикладного і декоративного мистецтва імені Івана Труша (1993), відділ художнього текстилю Львівської академії мистецтв (1999; дипломна робота — хоругви до церкви Пресвятої Покрови оо. Селезіан у Львові (кер. З. Шульга) та аспірантуру Львівської національної академії мистецтв (2002). У 2002 р. захистила кандидатську дисертацію на тему: «Українські хоругви 17–19 ст.: основні типи, історико-художні особливості» (кер. І. Голод). У 2019 р. захистила докторську дисертацію на тему: «Церковне мистецтво риботицького осередку 1670–1760-х років: майстри, іконографія, художні особливості».
З 2002 р. викладає на кафедрі сакрального мистецтва Львівської національної академії мистецтв, з 2006 р. — доцентка кафедри, з липня 2020 р. завідувачка кафедри сакрального мистецтва ЛНАМ. З 2005 р. старша наукова співробітниця відділу давнього мистецтва та зберігачка фондів давньої декоративної тканини й іконопису на тканині. Лауреатка обласної премії у галузі культури, літератури, мистецтва, журналістики та архітектури ім. Святослава Гординського (у номінації мистецтвознавство і культурологія, 2009 р.).
Членкиня Наукового товариства імені Шевченка (секція образотворчого та декоративного-ужиткового мистецтва), Спілки критиків та істориків мистецтва, Української спілки іконописців.
Кураторка виставкових проектів: «Українські хоругви», 2007 р., Національний музей у Львові імені Андрея Шептицького; «Українські хоругви», 2011 р., Національний заповідник «Софія Київська»; «Іконопис на тканині XVII — перша половина XVIII ст. Плащаниця XV ст. зі с. Жирівка», 2013 р., Національний музей у Львові імені Андрея Шептицького; «Ікони риботицьких майстрів зі збірки Національного музею у Льовові ім. Андрея Шептицького та приватних колекцій», 2018, Національний музей у Львові імені Андрея Шептицького. Співкураторка виставок: «Від Тайної вечері до Воскресіння» 2010 р., «Покров Богородиці», 2013 р., Національний музей у Львові імені Андрея Шептицького.
Авторка понад ста наукових публікацій, присвячених історії українського іконопису та церковних тканин.

## Монографії
- Косів Р. Українські хоругви. Київ: Оранта, 2009. 371 с.
- Косів Р. Літургійні покрови на чашу й дискос (із каталогом творів із фігуративними зображеннями зі збірки Національного музею у Львові імені Андрея Шептицького). Київ: Майстер книг, 2013. 207 с.
- Косів Р. Ікони «Спас — Виноградна Лоза» зі збірки Національного музею у Львові імені Андрея Шептицького. Львів: Національний музей у Львові імені Андрея Шептицького; Свічадо, 2016. 88 с., іл. Резюме англ. (Серія «Від Тайної вечері до Воскресіння»: у 5 кн.).
- Косів Р. Риботицький осередок церковного мистецтва 1670–1760-х років. Львів: Національний музей у Львові імені Андрея Шептицького, 2019. 528 с.

## Вибрані публікації
- Косів Р. Мальовані плащаниці XVII ст. із західноукраїнських храмів: іконографія і стилістика. Вісник Харківської державної академії дизайну і мистецтв. 2015. № 7. С. 112—118.
- Косів Р. Внесок митрополита Андрея Шептицького у формування збірки Давньої декоративної тканини Національного музею у Львові. Артклас. Митрополит Андрей Шептицький Основник Національного музею у Львові. Львів, 2015. № 3-4. С. 500—517.
- Косів Р. Образ Богородиці Матері Милосердя в українському іконописі другої половини XVII — початку ХХ ст. Ikona obrazem Bozego Miłosierdzia. Materiały z miedzynarodowej konferencji. Lublin: Fundacja kultury duchowej pohranicza, 2016. S. 31-46.
- Косів Р. «Щит віри»: ікона триликої Пресвятої Трійці початку XVIII ст. з Перемищини у збірці НМЛ. Літопис Національного музею у Львові імені Андрея Шептицького. Львів: Національний музей у Львові ім. Андрея Шептицького, 2016. № 11. С. 103—110.
- Косів Р. Ікони на полотні «Страсті Христові» 17 ст. зі збірки Національного музею у Львові імені Андрея Шептицького. Студії мистецтвознавчі: Образотворче та декоративно-вжиткове мистецтво. Архітектура. Київ, 2016. Чис. 2 (54). С. 27-46.
- Kosiv R. «Shelter of the World, more Spacious than a Cloud»: Two Types of Iconography of Virgin Mother of Mercy in Western Ukrainian Icons on Canvas and Church Banners of the 1670–1730s. Ikon. Journal of iconographic studies. Rijeka, 2017. Vol. 10. P. 387—398.
- Kosiv R. 17th Century Embroidered Cope from the Armenian Cathedral in Lviv. Series Byzantina. Studies on Byzantine and Post-Byzantine Art. Warsaw 2017. P. 123—140.
- Косів Р. Твори автора намісних ікон 1698 р. іконостаса церкви з Устиянови Горішньої у контексті діяльності риботицького малярського осередку. Вісник Національної академії керівних кадрів культури і мистецтв. Київ: Міленіум, 2018. № 2. С. 224—228.
- Косів Р. Ікони на полотні «Древо Єсеєве» другої половини XVII ст. зі збірки Національного музею у Львові імені Андрея Шептицького в контексті розвитку сюжету. Народознавчі зошити. № 6. 2019. С. 1379—1392.
- Косів Р.  Процесійні двобічно мальовані хрести у збірці Національного музею у Львові імені Андрея Шептицького. Християнська сакральна традиція: віра, духовність, мистецтво. Матеріали XII Міжнародної наукової конференції. Львів: Львівська православна богословська академія, 2019. С. 215—224.
- Косів Р. Ікони «майстра Христа Пантократора 1724 року» на межі Закарпатської та Львівської областей в контексті тогочасного іконопису регіону. Культура і мистецтво західноукраїнських земель 2011, 2012 / відп. ред. В. Александрович. Львів, 2019. С. 285—308.
- Косів Р. Творчість Стефана, маляра Пашецького (1730-ті роки): атрибуція й стилістична характеристика в контексті українського іконопису. Культура і сучасність: альманах. № 1. Київ: ІДЕЯ ПРИНТ, 2020. С. 118—121.
- Косів Р. Ікони XVII — першої половини XVIII ст. з церков Войнилова на Івано-Франківщині в контексті візитаційних описів, реконструкції місця розташування та атрибуції. Народознавчі зошити. № 5. 2020. С. 1081—1096.[4]